# Mapamundi de Beato de Liébana

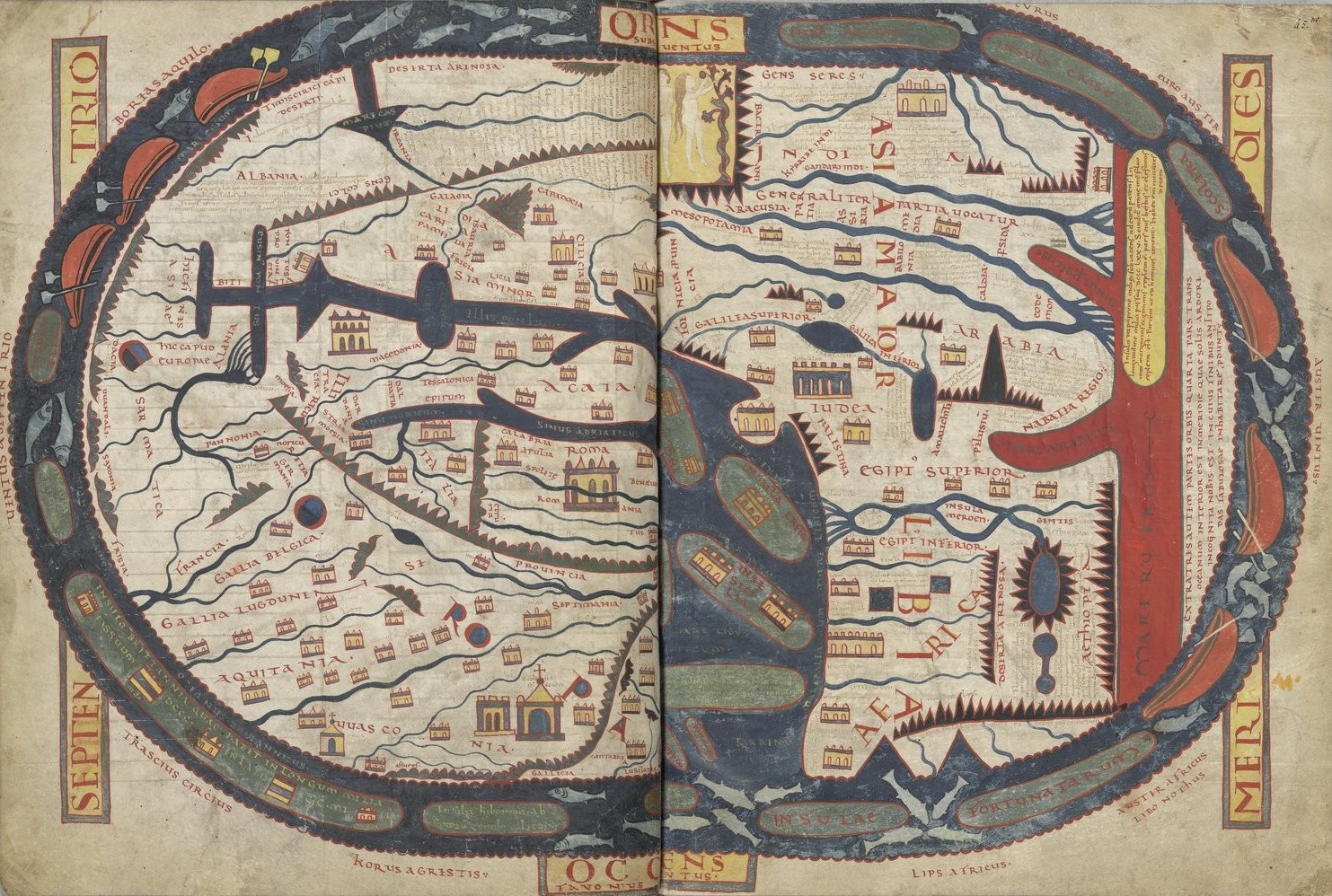
Mapamundi de Beato de Liébana conservado en el manuscrito de Saint Severn. El mapa se encara hacia el este y no hacia el norte, en contraste con lo usual en cartografía moderna. Se dice por tanto que el mapa está orientado.

El Mapamundi de Beato de Liébana es una de las principales obras cartográficas de la Alta Edad Media. Fue elaborado por el monje lebaniego homónimo, basándose en las descripciones aportadas por san Isidoro de Sevilla, Ptolomeo y las Sagradas Escrituras. Aunque el manuscrito original se ha perdido, aún quedan algunas copias de una fidelidad bastante grande respecto al original.
El mapa se reproduce en el prólogo del segundo libro de los Comentarios al Apocalipsis de Beato de Liébana. La función principal del mapa no es la de representar cartográficamente el mundo, sino la de servir de ilustración a la diáspora primigenia de los apóstoles.

## La cosmovisión europea altomedieval
Según las descripciones del Génesis que Beato tomaba por base, la Tierra era plana y sobre ella se elevaba la bóveda celeste en la que se movían el Sol, la Luna y toda una serie de luminarias menores, como los planetas y las estrellas. Se consideraba que existían dos tipos de masas de agua: las aguas superiores, que eran contenidas por la bóveda celeste y que usualmente caían a la tierra en forma de lluvia, y las aguas inferiores, que eran las que nutrían los arroyos, los ríos y las grandes masas de agua salada.

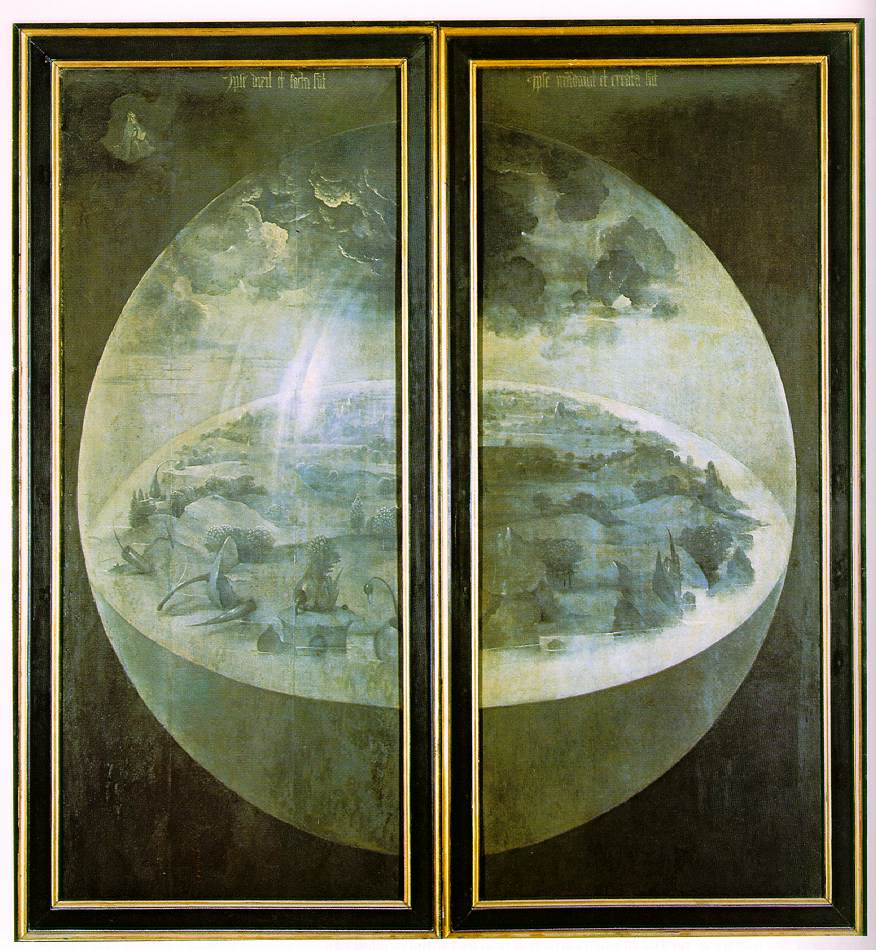
Esta imagen de El Jardín de las Delicias representa la cosmovisión hebrea recogida en el libro del Génesis. La tierra es un disco rodeado de dos masas acuosas: las aguas superiores, que ocasionalmente caen a la tierra en forma de lluvia cuando YHVH abre las compuertas del cielo, y las aguas inferiores, formadas por los mares, los lagos y el Océano. En las profundidades de la esfera del cosmos se halla el sheol, morada de los muertos hasta la llegada del Juicio Final.

En este Mapamundi, el orbe se representa como un disco circular rodeado por las aguas del Océano. La tierra se divide en tres continentes: Asia (semicírculo superior), África (cuadrante inferior derecho) y Europa (cuadrante inferior izquierdo), que corresponden a los descendientes de los tres hijos de Noé: Sem, Cam y Jafet, respectivamente. Las masas continentales son separadas por corrientes de agua o mares interiores, como el mar Mediterráneo (Europa-África), el río Nilo (África-Asia) y el Bósforo y el mar Egeo (Europa-Asia). En el centro del mundo se sitúa Jerusalén, la ciudad sagrada del judaísmo y la cristiandad, donde Abraham estuvo a punto de sacrificar a su hijo Isaac y donde tuvieron lugar los sucesos de la Pasión y Resurrección de Cristo. La concepción de Jerusalén como umbilicum mundi era bastante usual en la espiritualidad cristiana medieval: en la Divina Comedia, Dante inicia su viaje a los infiernos desde el subsuelo de esta ciudad.

## Descripción de los continentes

### Asia

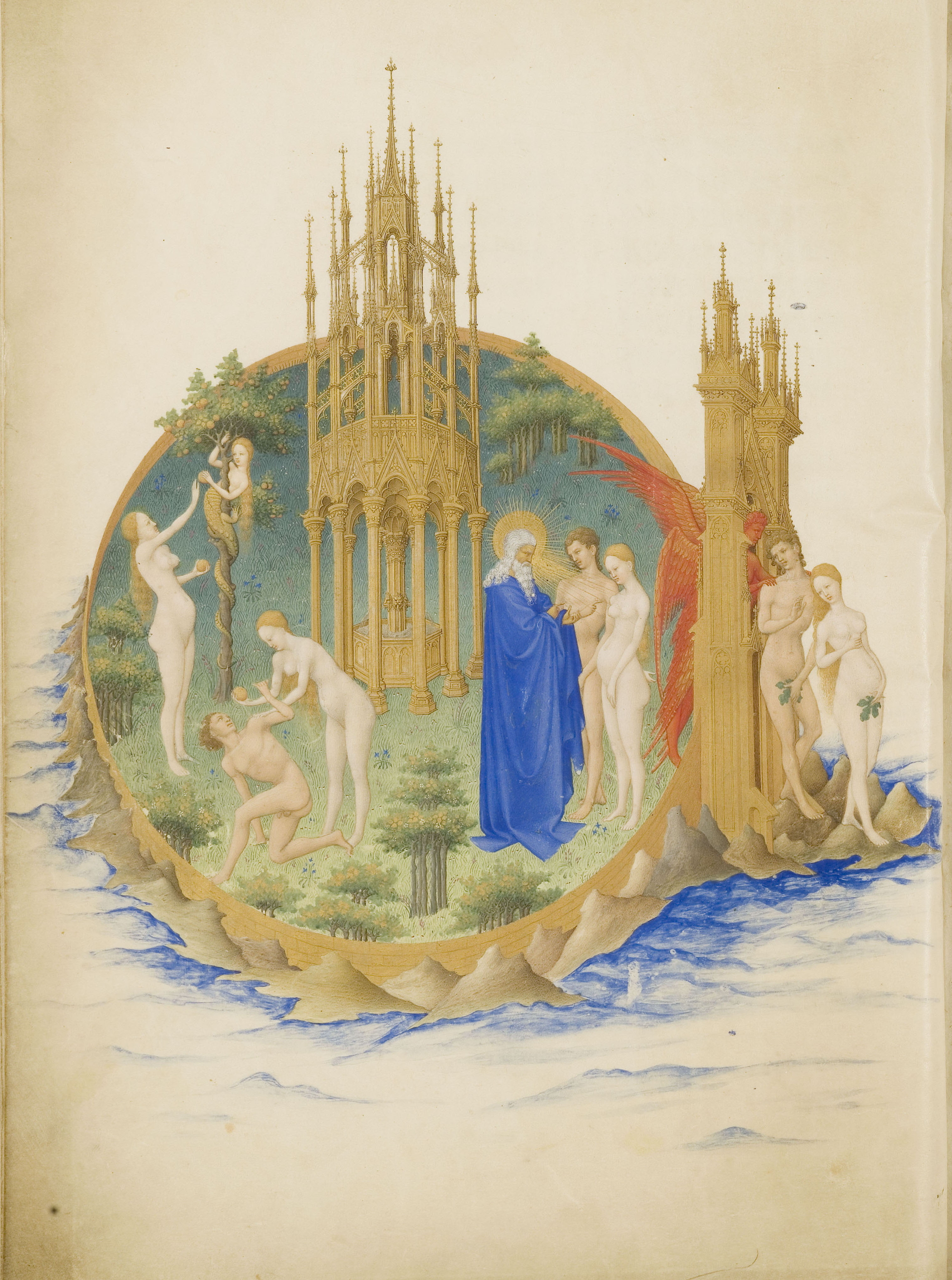
En esta ilustración de Las muy ricas horas del duque de Berry se representa la expulsión de Adán y Eva del Paraíso Terrenal. Durante la Edad Media se creía que el Jardín del Edén se situaba en el extremo oriental del mundo y que era posible, en teoría, alcanzar aquel lugar. Colón lo intentó.

En el extremo oriental de Asia se halla el Jardín del Edén, territorio paradisíaco donde no hace frío ni calor y donde crecen árboles y maderas de todo tipo. En su centro se halla el Árbol de la Vida y junto a él una fuente de donde manan los cuatro ríos del Paraíso: Tigris, Éufrates, Pisón y Guijón. La entrada al Paraíso se halla protegida por un querubín que blande una espada de fuego. En la costa meridional del continente asiático se sitúa la India, enorme territorio atravesado por tres ríos de nombre Indo, Ganges e Hipane. Es abundante en hombres de color oscuro, elefantes, rinocerontes, especias y piedras preciosas, como los rubíes, las esmeraldas o los diamantes. 
Sus tierras están bendecidas por el viento del oeste, Favonio, y por ello dan dos cosechas al año. Allí se sitúan los montes del Oro, cuyo acceso está vedado a los humanos por grifos y dragones. Frente a la costa india se hallan las islas Taprobane (Ceilán), abundante en gemas y elefantes, Chrysa y Argyre, fecundas en oro y en plata, respectivamente, y por último Tyle, cuyos árboles jamás pierden sus hojas (se ha especulado con que se trate de alguna isla de Indonesia).
Al oeste de la India se encuentra Partia, región que se extiende entre los ríos Indo y Tigris. Se divide en cinco provincias diferentes: Aracusia, la Partia propiamente dicha, llamada así por los partos, bravos guerreros que, procedentes de Escitia, fundaron un imperio que trató de igual a igual a Roma, Asiria, llamada así por Asur, el hijo de Sem, famosa por haber inventado la púrpura y todo tipo de perfumes y ungüentos; en ella se situaba Nínive, la capital del antiguo imperio de los asirios, y a donde fue a predicar inútilmente el profeta Jonás; Media, que se divide en dos partes, la Media Mayor y la Media Menor; y por último Persia, cuna del rey Ciro, el ungido de Dios, región donde surgió por primera vez la ciencia mágica, introducida por Nebroth el gigante, tras la confusión de las lenguas surgida en Babel.
Mesopotamia es la región situada entre los ríos Tigris y Éufrates. En ella se encuentran las regiones de Babilonia y Caldea. Babilonia fue la antigua conquistadora del reino de Judá y el lugar donde se exilió el pueblo judío. En esa ciudad tuvieron lugar las revelaciones del profeta Ezequiel, que tanta influencia tuvieron en la génesis de la Crónica Profética. De Caldea (sur de Mesopotamia) suponían las crónicas asturianas que procedían las hordas que invadieron España y fueron derrotadas por Pelayo en Covadonga. Entre las ciudades más importantes de esta región pueden citarse Ur, cuna del patriarca Abraham, así como Erech (Uruk), que fue fundada por Nimrod.

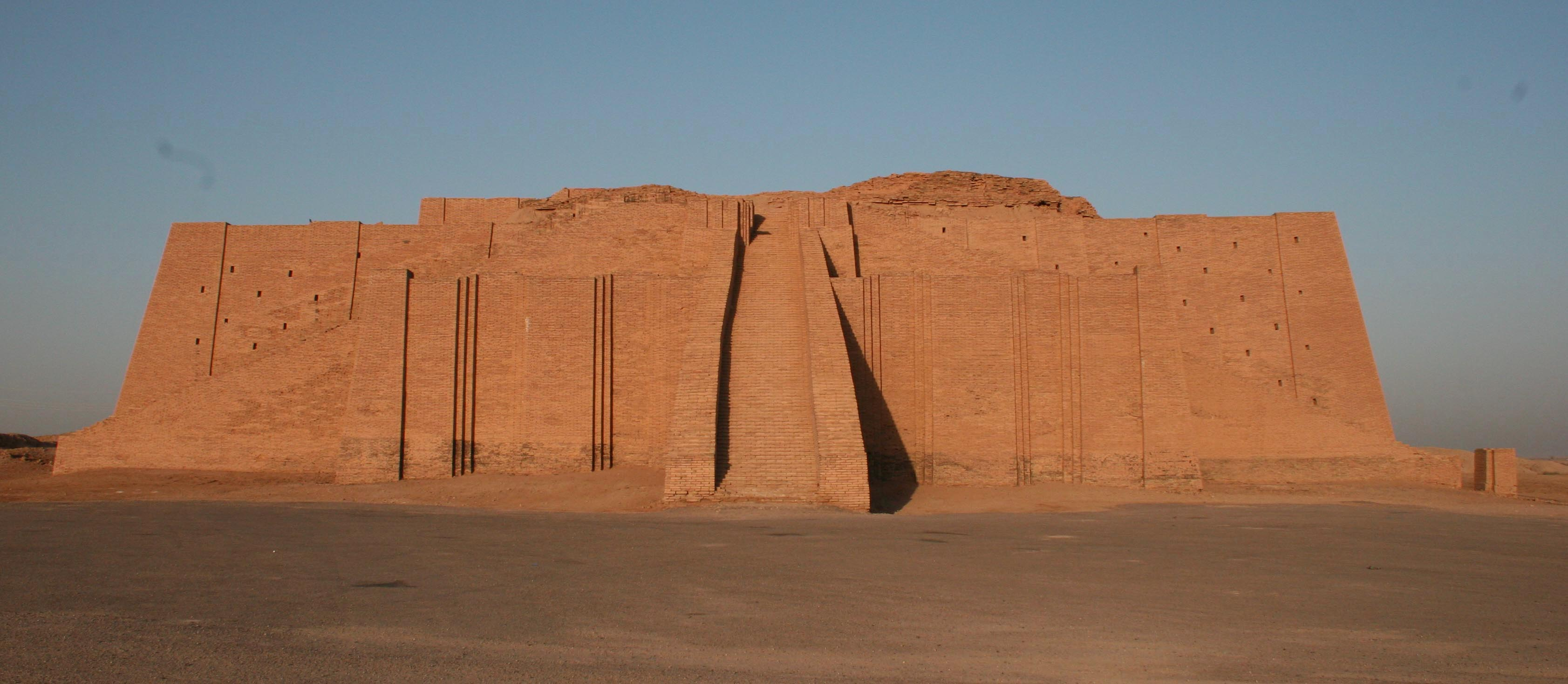
La tradición judeocristiana hace a Ur de Caldea patria del patriarca Abraham. Las Crónicas Albeldense y Rotense, cuando narran la invasión islámica de España, realizan una sutil distinción étnica entre los invasores: Los bereberes (como Tarik) son descritos con el nombre de moros, mientras que a los árabes (la etnia de Muza ibn Nusair) se les denomina caldeos. Y es que en aquellos tiempos se consideraba que era Caldea y no Arabia la patria original de los sarracenos.

Al sur del río Éufrates y del sinus Persicum (golfo Pérsico) se situaba Arabia, región desértica cuya parte meridional (actual Yemen) recibía el nombre de Arabia Felix, la Arabia Feliz. Era una tierra rica, fértil, donde abundaban las piedras preciosas, la mirra y el incienso. En ella vivía la fabulosa ave fénix, que tras morir rodeado de fuego, volvía a renacer de sus cenizas.
En la frontera noroccidental de Arabia, ya en territorios del imperio romano, se extendía la provincia de Siria, cuyos límites eran los montes Tauro y Cáucaso por el norte, el Éufrates por el Este, el mar Mediterráneo y Egipto a Occidente, y Arabia en el sur. Siria tenía tres provincias diferentes: Comagena, Fenicia y Palestina. El territorio de Fenicia llegaba desde el Mar Mediterráneo hasta el Monte Líbano y el Mar de Tiberiades. En ella se encontraban las famosas ciudades de Sidón y Tiro. En esta última predicaron tanto el profeta Elías como Jesucristo. Más al sur se situaba Palestina, que a su vez se subdividía en cuatro provincias diferentes: Galilea, en la que se enclavaban Nazareth, el Mar de Tiberiades, donde trabajaban como pescadores buena parte de los apóstoles, y el monte Tabor, lugar donde tuvo lugar la Transfiguración.
El río Tigris tenía un tipo de agua salobre. Es el río en que se encuentra la civilización sumeria, cerca del río Éufrates.